# Neoaphelomera seclusa
Neoaphelomera seclusa är en tvåvingeart som beskrevs av Loïc Matile 1991. Neoaphelomera seclusa ingår i släktet Neoaphelomera och familjen svampmyggor.
Artens utbredningsområde är Nya Kaledonien. Inga underarter finns listade i Catalogue of Life.